# 平田舟
平田舟（ひらたぶね）とは、和船の一種であり、内水面を航行する船の一種。高瀬舟より大きく五大力船より小さい。艜船・平田船・平駄船・比良太舟等とも書かれる。

## 概要
日本全国の河川等で荷物・旅客を輸送した。江戸時代から大正時代にかけての水運で多く用いられた。『和名類聚抄』では「艜　比良太　俗用平田舟」とあり、『和漢三才図会』では「似舼而長薄、以宜浅川、其長三丈余」としている。また『類聚名物考』においては平田舟を小平田・大平田にわけ、さらに大きいものを「五大力」と呼ぶとしている。

## 構造
長さ約15mから24m、横幅3mから4mの吃水の浅い川船で、船首に水押（ミオシ）があり、船腹に根棚（ネダナ）・上棚（ウワダナ）の二枚棚、船尾にモギ・袖艫（ソデトモ）を持つセイジ（船室）があった。大きな帆柱を持ち、主に帆走したが、流れの速い上りの場合曳船によって運航することもあった。

## 日本各地の平田舟
- 東北 - 北上川流域等で米などの輸送に用いられた。
- 関東 - 利根川上・中流域、荒川・新河岸川等で用いられ、利根川上中流域のものを「上州艜」、荒川流域のものを「川越艜」と呼んだ[2]。また、浅い川を航行できる点を生かし、海産物を市場に水揚げする際の艀として利用された。
- 四国 - 吉野川で下りは薪、木炭、煙草、藍玉を、上りで塩、米、麦、雑貨等を運搬した。
- 九州 - 明治期には、筑豊炭田の石炭を遠賀川を通じ、八幡製鉄所のある北九州市へ輸送する河川輸送の担い手であった。鉄道の開通によって衰退した。